# Seznam letalskih asov korejske vojne
Seznam letalskih asov korejske vojne je urejen po državah udeleženkah.

## Seznami
- seznam ameriških letalskih asov korejske vojne
- seznam kanadskih letalskih asov korejske vojne
- seznam kitajskih letalskih asov korejske vojne
- seznam severnokorejskih letalskih asov korejske vojne
- seznam sovjetskih letalskih asov korejske vojne